# Little May
Little May is een Australische folkband.

## Biografie
Little May werd in 2012 in Sydney opgericht door zangeres Hannah Field met gitaristes Liz Drummond en Annie Hamilton. De band haalde zijn inspiratie uit The National en alt-J. Na diverse optredens in de omgeving van Sydney bracht de band in 2014 een titelloze EP uit, waar ze twee jaar aan gewerkt hadden. Met de EP genereerden ze veel aandacht. In 2015 werkten zij aan hun debuutalbum in New York. Het album werd geproduceerd door Aaron Dessner van The National. In 2015 ging de band op een uitgebreide tournee door Europa, waarbij de leden zich lieten ondersteunen door bassist en toetsenist Mark Harding en drumster Cat Hunter. Op 20 juni 2015 trad de band op in Nederland op het festival Best Kept Secret in Hilvarenbeek. Op 9 oktober 2015 verscheen het album For the company. De bandleden schreven alle 13 nummers op de plaat zelf. Aaron Dessner, die op de plaat meespeelde op diverse instrumenten werd op drie nummers genoemd als medeschrijver. Daarnaast schreven onder anderen bassist Harding en drumster Hunter mee aan de plaat. Een week na de release van de plaat speelde de band in Paradiso Amsterdam.

## Bezetting
- Hannah Field - zang
- Liz Drummond - gitaar en zang
- Annie Hamilton - gitaar en zang (tot en met 2016)

### Livemuzikanten
- Mark Harding - basgitaar en keyboard
- Cat Hunter - drums en percussie

## Discografie
- Little May (2014, EP)
- For the company (2015, studioalbum)
- Blame my body (2019, studioalbum)